# Schenkendorf (Steinreich)
Schenkendorf (niedersorbisch Šenkojce) ist ein Gemeindeteil von Glienig, einem Ortsteil der Gemeinde Steinreich im Landkreis Dahme-Spreewald in Brandenburg.

## Lage
Schenkendorf liegt an der Grenze der Niederlausitz zwischen dem Niederen Fläming und dem Lausitzer Heideland. Die Stadt Golßen ist etwa zehn Kilometer entfernt. Umliegende Ortschaften sind das bereits im Landkreis Teltow-Fläming liegende Groß Ziescht im Norden, der Golßener Ortsteil Mahlsdorf im Nordosten, Sellendorf im Osten, Schöneiche im Südosten, das wiederum im Landkreis Teltow-Fläming liegende Görsdorf im Süden, Glienig im Südwesten sowie Damsdorf im Westen.
Schenkendorf liegt an der Landesstraße 711 von Wahlsdorf nach Krausnick.

## Geschichte
Schenkendorf wurde im Jahr 1346 als „Schenckendorf“ urkundlich erwähnt. Der Ort wurde offenbar von einem Angehörigen des Adelsgeschlechts Schenken von Landsberg und Teupitz gegründet, was sich allerdings nicht urkundlich nachweisen lässt. Das Dorf verfügt über eine Dorfkirche. Diese wurde im 15. Jahrhundert als Findlingsbau errichtet und 1983 saniert.
Über mehrere Generationen prägte die später ausgestorbene Adelsfamilie von Karras die Ortsgeschichte. Namhaftester Vertreter wurden der kursächsische Rittmeister und Oberstallmeister Jost Heinrich von Karras-Schenkendorf (1651–1718), respektive dessen Sohn Hans Ernst von Karras-Schenkendorf (1698–1757), sächs.-weißenf. Hausmarschall, Schloßhauptmann des Amtes Dahme sowie Oberstwachtmeister der Gardes du Corps für Sachsen.
Nach den Vereinbarungen des Wiener Kongresses kam Schenkendorf 1815 an das Königreich Preußen und lag im Landkreis Luckau im Regierungsbezirk Frankfurt. 1853–1855 prozessierten die sieben Geschwister der Grafen von Kleist-Zützen als Eigentümer des Gutes Schenkendorf gegen den Pfarrbauer Richter wegen streitiger Qualität des Pfarrbauerngutes. Ende des 19. Jahrhunderts hatte das örtliche Rittergut Schenkendorf einen Umfang von 865,76 ha und war mit der Abstand der größte Teil der Besitzungen des Grafen von Kleist auf Schloss Zützen. Die Verwaltung lief von dort direkt. An der Schwelle zum 20. Jahrhundert gehören dem Majoratsherrn Leopold Graf Kleist die Güter Zützen (668 ha), (Wendisch)-Gersdorf (383 ha), Sagritz (264 ha) und eben Schenkendorf mit 894 ha. Pächter von Schenkendorf war jener Zeit Premierleutnant a. d. Werner von Lochow (1861–1908), jüngster Bruder des weltbekannten Saatzüchter Ferdinand von Lochow-Petkus. Nach Ablauf dieser Verpachtung wirkte der eingesetzte Administrator A. Wetzel, was dafür spricht, dass ein Kreditgeber, zumeist die Ritterschaftsbank, eine Auflage zur Betreibung vorgeben musste. Für das Jahr 1938 weist das Adressbuch des Kreises Luckau 141 Einwohner aus, darunter Bürgermeister Häke, die öffentliche Fernsprechstelle im Gasthof Ernst Dantz, über das Ortsnetz Golßen 304. Letzter Fideikommissherr auf Zützen war Hans Joachim Graf von Kleist.
Am 25. Juli 1952 wurde die Gemeinde dem neu gebildeten Kreis Luckau im Bezirk Cottbus zugeordnet. Zum 1. Oktober 1972 erfolgte die Eingemeindung nach Glienig. Nach der Wende lag das Dorf zunächst im Landkreis Luckau in Brandenburg und wurde nach der brandenburgischen Kreisreform vom 6. Dezember 1993 dem neu gebildeten Landkreis Dahme-Spreewald zugeordnet. Am 31. Dezember 2002 wurde Glienig nach mit Sellendorf zur Gemeinde Steinreich zusammengelegt und Schenkendorf zu einem Gemeindeteil herabgestuft.
Am 30. August 1992 wurden Glienig und Schenkendorf dem Amt Golßener Land angeschlossen. Dieses fusionierte zum 1. Januar 2013 mit dem Amt Unterspreewald. Infolgedessen wurde das Amt Golßener Land aufgelöst und die Dörfer in das neu gebildete Amt Unterspreewald umgegliedert.

## Bevölkerungsentwicklung

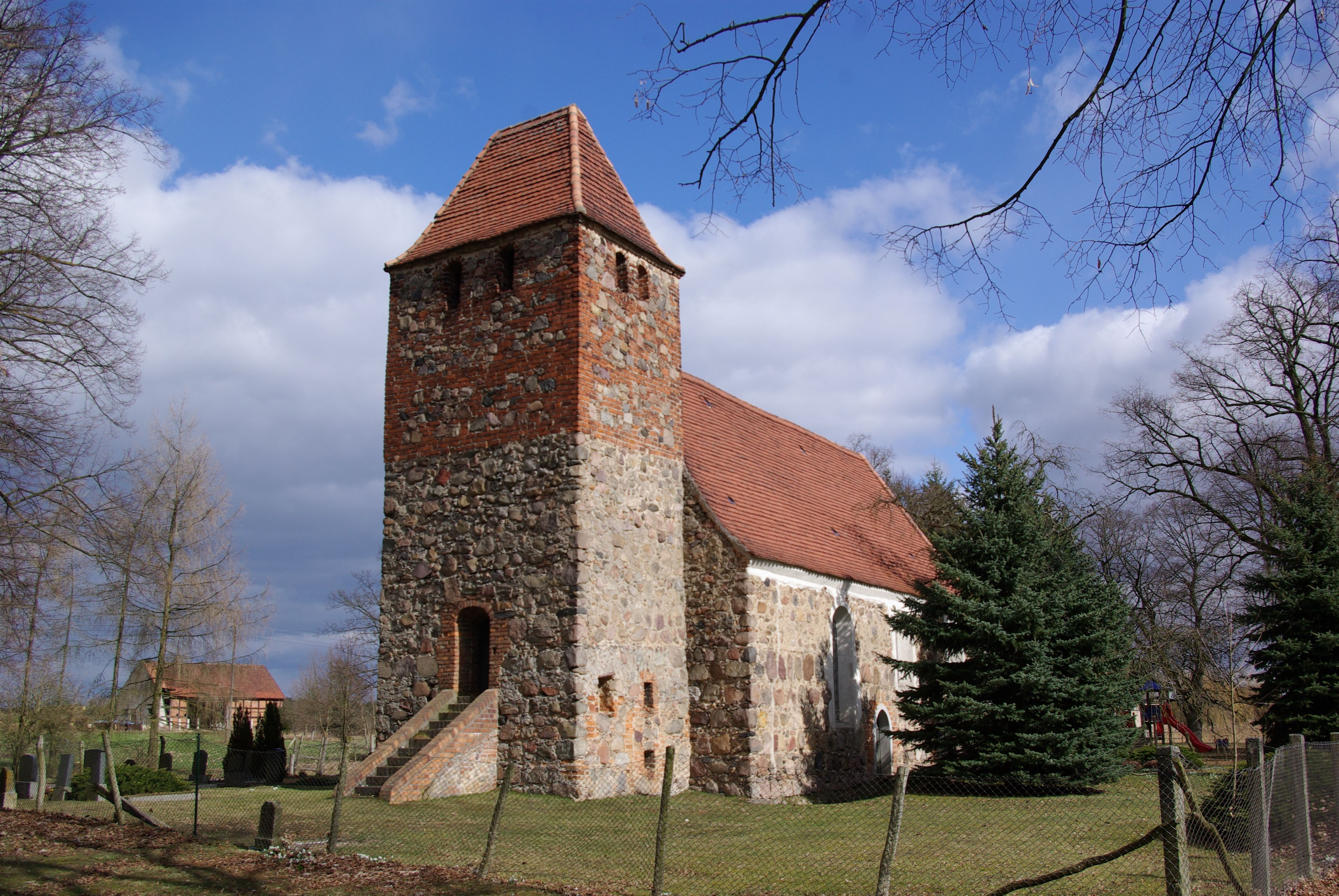
Dorfkirche Schenkendorf

| 1875 | 169 | 1939 | 133 |
| 1890 | 150 | 1946 | 197 |
| 1910 | 126 | 1950 | 208 |
| 1925 | 176 | 1964 | 124 |
| 1933 | 148 | 1971 | 121 |

## Sehenswürdigkeiten
Die Dorfkirche Schenkendorf entstand im 15. Jahrhundert und wurde 1713 erneuert. Die Kirchenausstattung stammt einheitlich aus der Zeit um 1700, darunter ein Altar des Tischlers Bandicke sowie des Malers Zimmermann.

## Nachweise
1. ↑  Amt Unterspreewald – Einwohnermeldeamt (Hrsg.): Einwohnerzahlen des gesamten Amtes Unterspreewald (mit Gemeinden und Orts-/Gemeindeteilen) zum Stand 1. Januar 2017. Schönwalde.
2. ↑  Deutsch-Niedersorbisches Wörterbuch, Stichwortsuche → Schenkendorf / Šenkojce
3. ↑  Reinhard E. Fischer: Die Ortsnamen der Länder Brandenburg und Berlin: Alter – Herkunft – Bedeutung. Be.bra Wissenschaft, Berlin 2005, S. 149.
4. ↑  Amt Unterspreewald (Hrsg.): Gemeinden/Steinreich/Ot. Schenkendorf.
5. ↑  Evangelische Kirche in Schenkendorf. Abgerufen am 15. Oktober 2017.
6. ↑  Leopold Freiherr von Zedlitz-Neukirch: Neues Preussisches Adels-Lexicon. Band 3, Gebrüder Reichenbach, Leipzig 1837, S. 76.
7. ↑  Gothaisches Genealogisches Taschenbuch der Uradeligen Häuser 1916. Siebzehnter Jahrgang, Justus Perthes, Gotha 1915, S. 353.
8. ↑  Vgl. Johann Christian Lünigs, neu verbessertes und ansehnlich vermehrtes Titular-Buch. Begl. von Gottlob August Jenichen, Verlag Friedrich Lanck seel. Erben, Leipzig 1750, S. 241.
9. ↑  Brandenburgisches Landeshauptarchiv BLHA (Hrsg.): Schenkendorf: Prozeß der 7 Geschwister der Familie der Grafen von Kleist als Besitzer des Rittergutes Schenkendorf gegen den Pfarrbauern Richter wegen streitiger Qualität des Pfarrbauerngutes; 1853-1855 (Akte). BLHA Rep. 24 Luckau 875; Schenkendorf. Schenkendorf 1855, S. 1 f. (brandenburg.de).
10. ↑  P. Ellerholz, H. Lodemann, H. von Wedell: General-Adressbuch der Ritterguts- und Gutsbesitzer im Deutschen Reiche. 1. Band: Das Königreich Preussen, Lfg. 1: Die Provinz Brandenburg. 1. Auflage. R. Stricker Nicolaische Verlags-Buchhandlung, Berlin 1879, S. 122–123, doi:10.18452/377 (hu-berlin.de).
11. ↑  Paul Ellerholz, E. Kirstein, Traug. Müller, W. Gerland, Georg Volger: Handbuch des Grundbesitzes im Deutschen Reiche. I. Das Königreich Preussen. I. Lieferung: Provinz Brandenburg. 3. Auflage. R. Stricker Nicolaische Verlags-Buchhandlung, Berlin 1896, S. 90–91 (digi-hub.de).
12. ↑  Güter-Adreßbuch Brandenburg. [1907]. Verzeichnis der Rittergüter, Güter und Höfe über 20 ha. Nach amtlichen Angaben. In: Niekammer`s Landwirtschaftliche Adressbücher. Band VII, 1. Auflage, Friedr. Nagel (Paul Niekammer), Stettin 1907, S. 196 f. Digitalisat
13. ↑  Jost von Lochow: Geschichte des Geschlechts von Lochow. In: Familienchronik, Genealogie. 2. Auflage. Eigenverlag, Wörrstadt 1997, S. 146–147 (d-nb.info).
14. ↑  Ernst Seyfert: Landwirtschaftliches Güter-Adreßbuch der Provinz Brandenburg. [1914]. Verzeichnis der Rittergüter, Güter und Höfe über 20 ha, nach amtlichen Angaben. In: Niekammer`s Landwirtschaftliche Adressbücher. Band VII, 2. Auflage, Reichenbach`sche Verlagsbuchhandlung, Leipzig 1914, 318–319. Digitalisat
15. ↑  Adressbuch des Kreises Luckau. Beigabe: Karte des Kreises Luckau, Finsterwalde, Doberlug, Kirchhain, Golßen und Sonnenwalde. 2. Auflage. Druck und Verlag: Albert Heine, Buchdruckerei und Verlagsanstalt, Cottbuser Anzeiger KG, Cottbus 1938, S. 89 (kobv.de).
16. ↑  Geschichte des Geschlechts von Kleist. Fortführung 1880-1980. In: Vorstand des Familienverbandes derer v. Kleist (Hrsg.): Familienchronik/Genealogie. Ulf Pedersen, Braunschweig 1982, S. 47–48 (kit.edu).
17. ↑  CompGen e.V. Berlin (Hrsg.): Schenkendorf im Geschichtlichen Ortsverzeichnis.
18. ↑  Historisches Gemeindeverzeichnis des Landes Brandenburg 1875 bis 2005. (PDF; 331 kB) Landkreis Dahme-Spreewald. Landesbetrieb für Datenverarbeitung und Statistik Land Brandenburg, Dezember 2006, abgerufen am 15. Oktober 2017.